# Göttinger Spieleautorentreffen

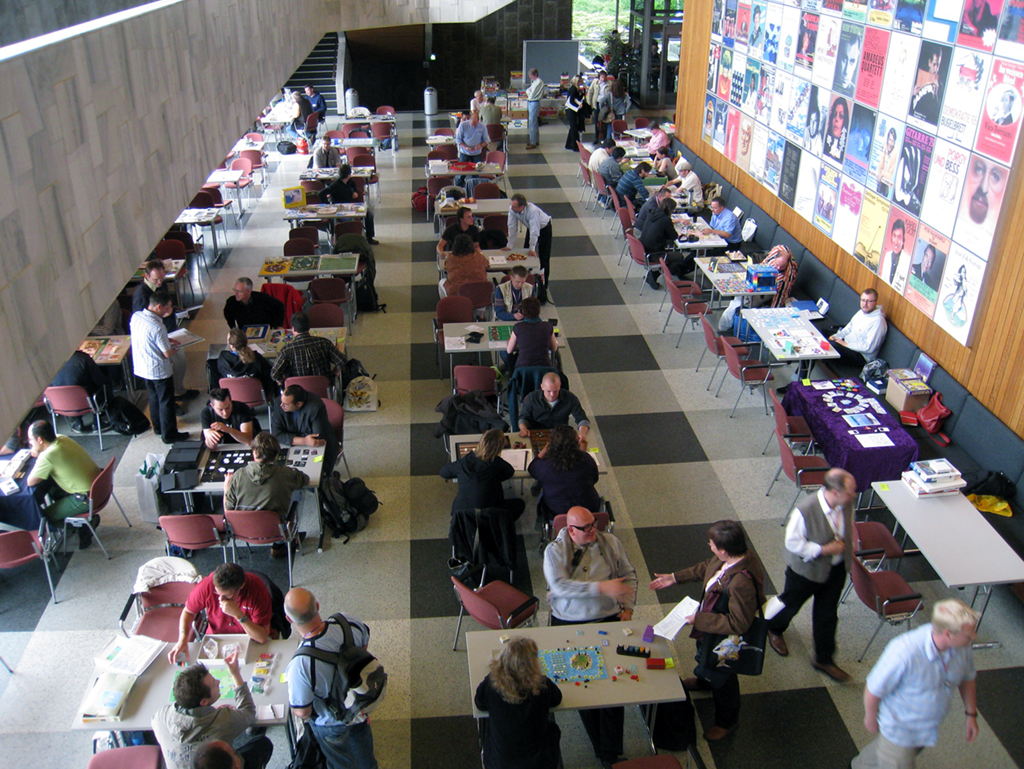
Göttinger Spieleautorentreffen (2009)

Das Göttinger Spieleautorentreffen (auch Göttinger Spieleautoren-Treffen geschrieben) ist eine Veranstaltung für Spieleautoren, Vertreter von Spieleverlagen, Spiele-Journalisten und interessierte Besucher, die jährlich in Göttingen stattfindet. Sie wurde 1983 von Reinhold Wittig und Karin Wittig initiiert. Das Göttinger Spieleautorentreffen gilt als größte Veranstaltung dieser Art in Deutschland.

## Geschichte

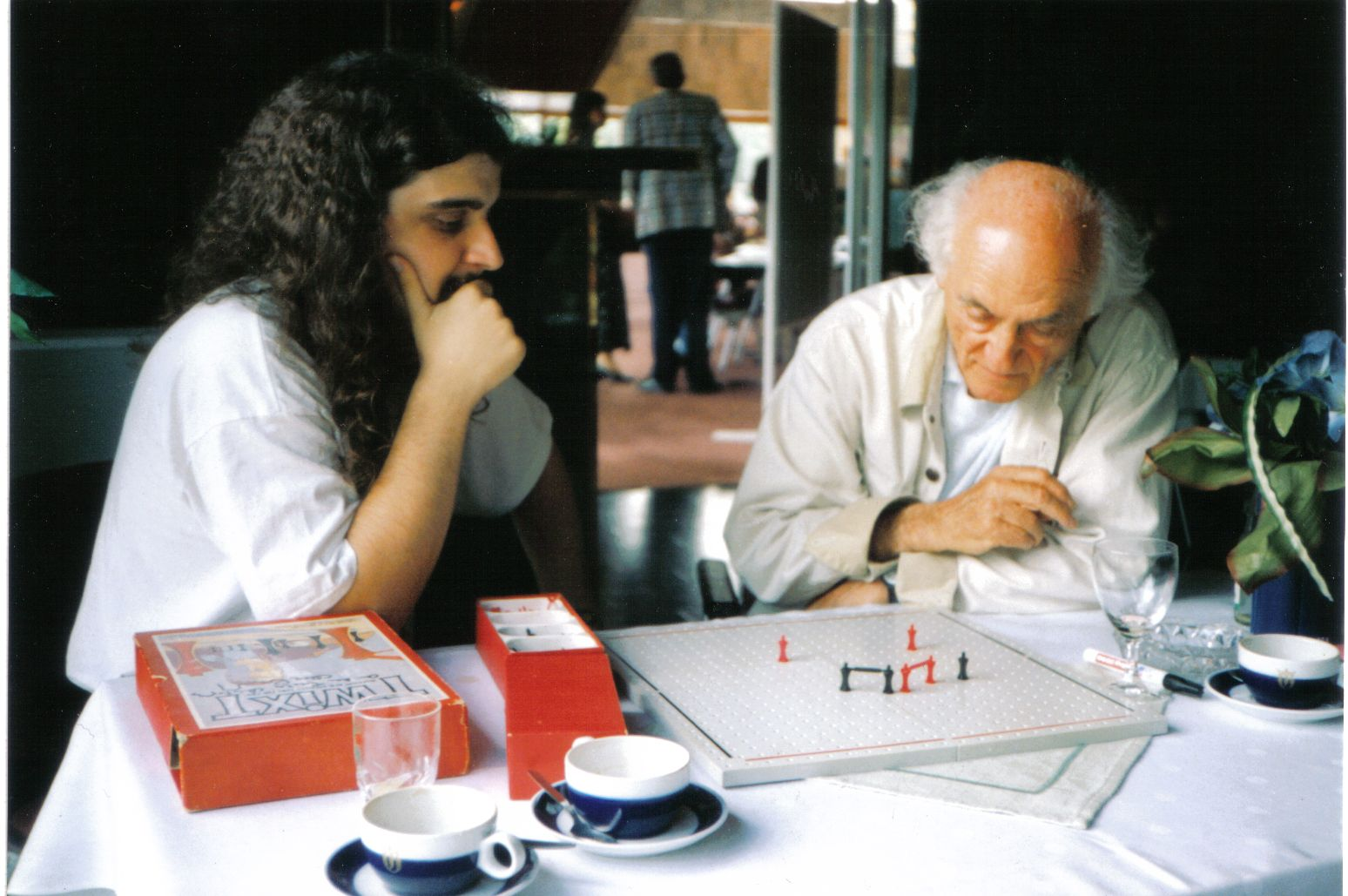
Alex Randolph (rechts) spielt Twixt auf dem Spieleautorentreffen 1998

Das erste Spieleautorentreffen fand am 8. und 9. Januar 1983 im Künstlerhaus in Göttingen statt. Dort trafen sich 50 Spieleautoren und Spiele-Journalisten. In einem der folgenden Jahre wurde das Treffen in die Stadthalle Göttingen verlegt, wo es bis zum heutigen Tag jährlich Anfang Juni stattfindet. Am 35. Spieleautorentreffen im Jahr 2016 nahmen zirka 200 Spieleautoren sowie Vertreter von 40 Verlagen und Agenturen teil. Im Rahmen des Treffens wurden über 300 Spiele-Prototypen präsentiert. Das Treffen wurde von Reinhold Wittig und Hilko Drude von der Edition Perlhuhn gemeinsam mit dem Fachdienst für Kultur der Stadt Göttingen organisiert. Im Lauf der Jahre sind mindestens 140 Spiele – die ursprünglich in Göttingen vorgestellt wurden – später bei Spieleverlagen veröffentlicht worden. Seit 2017 ist die Spiele-Autoren-Zunft, in Zusammenarbeit mit der Stadt Göttingen, Veranstalter des Treffens.

## Beschreibung
Neben dem Erfahrungsaustausch stehen die Präsentation und das Ausprobieren von neuen Spielideen im Vordergrund des Treffens. Im Rahmen der Veranstaltung können Autoren Prototypen ihrer Spiele anderen Autoren, Verlagsvertretern oder Spiele-Journalisten vorstellen und so Branchenkontakte knüpfen und Feedback für die Weiterentwicklung ihrer Ideen erhalten. Am zweiten Veranstaltungstag ist das Treffen für das allgemeine Publikum geöffnet, das die vorgestellten Spiele vor Ort anschauen und ausprobieren kann. Aus dem Göttinger Spieleautorentreffen hervorgegangen sind der 1991 gegründete Interessenverband Spiele-Autoren-Zunft und die Publikation Spiel & Autor.

## Quellen

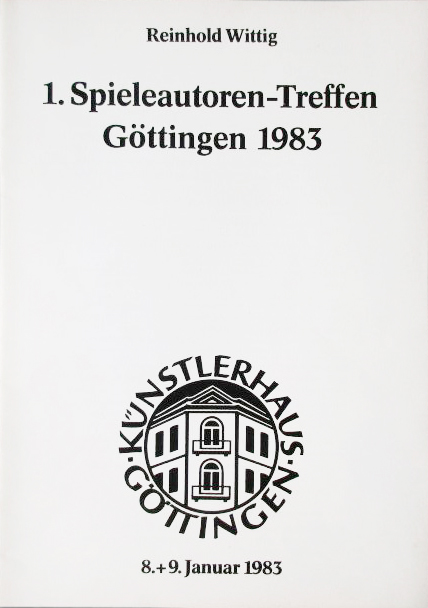
Titel des Hefts zum 1. Spieleautoren-Treffen 1983

### Spieleautoren-Stipendium
Darüber hinaus wird seit 1995 jährlich mit dem Spieleautoren-Stipendium ein Förderpreis der Jury Spiel des Jahres für Nachwuchsautoren ausgelobt. Der Preis ermöglicht den Stipendiaten durch vier einwöchige Praktika Einblick in unterschiedliche Bereiche der Spielebranche zu erhalten. Zu den Stipendiaten zählen u. a. Jens-Peter Schliemann (1995), Marco Teubner (2003), Sébastien Pauchon (2005) und Sophia Wagner (2015).

## Inno-Spatz
Seit 1998 wird auf dem Spieleautorentreffen der Preis Inno-Spatz der Stadt Göttingen verliehen, mit dem Personen, Institutionen oder Vereine für besondere Verdienste um das Kulturgut Spiel ausgezeichnet werden. Ein Vorläufer des Preises wurde auf Initiative von Reinhold Wittig bereits in den Jahren 1985 bis 1990 verliehen. Zu den Preisträgern zählen u. a. Wolfgang Kramer (1986), Erwin Glonnegger (1987), Alex Randolph (1990), Klaus Teuber, das Onlineportal BoardGameGeek (2010), die Nürnberger Spielwarenmesse (2015) und die Europäische Spielesammler-Gilde (2016).